# Roman de Renart
El Roman de Renart és un recull de contes medievals, escrits en francès antic, protagonitzats per animals, hereus de la faula clàssica. Els contes estan escrits en vers i formen una unitat de conjunt, d'on ve el subtítol genèric de roman (novel·la, història). Va ser escrit entre els segles xii i xiii aprofitant narracions de la tradició oral francesa, tradició fornida amb històries índies, àrabs i llatines.
Les històries eren recitades pels joglars per diferents viles. Totes tenen un fort component de sàtira social i elements amb què el públic es podia identificar fàcilment. El protagonista és una guineu que representa el poble i que denuncia les injustícies amb humor, servint de catarsi sense risc per a l'audiència. Té un caràcter ambigu, perquè no actua mai més que per queixar-se i usa l'enginy per al seu propi benefici, mentre es burla de tots els estaments, però alhora vol un món millor.
El text va ser escrit per diverses mans, més de 30 segons les troballes de la crítica textual, que resten en l'anonimat. Les hipòtesis d'autoria més versemblants han identificat certs passatges com pertanyents a Pierre de Saint-Cloud i Richard de Lison.
La popularitat de l'obra fou tan important a la llengua d'oil que el nom del protagonista Renart (d'origen germànic Reinhard), esdevingué el nom actual, renard, de la guineu en francès, esborrant definitivament l'antic goupil (hereu del llatí vulpes).

## Estructura del conjunt de narracions
Les branques remeten a les respectives incorporacions que es van succeint al manuscrit original, en funció de la cronologia interna del relat no impliquen la data de composició, algunes la tenen alterada, la majoria són molt confoses. L'estudiós E. Martin dona les que ha categoritzat i que serveixen de referència:
Branca I: El Judici de Renard. El setial de Maupertuis (Ia) Renard tapisser (Ib) Renard joglar.
Branca II: Cantaclar, el gall. La mallerenga. Tibert, el gat. Tisorí, el corb. Renard i Hersent.
Branca III: El peix dels carreters. Isengrin fent de monjo. Pescant anguiles.
Branca IV: Isengrin al pou.
Branca V: Els pernils d'Isengrin. El grill. Les queixes de Renard i l'os Bru.
Branca VI: El combat entre Renard i Isengrin.
Branca VII: La confessió d'en Renard.
Branca VIII: El pelegrinatge d'en Renard.
Branca IX: En Llargues, el pagès.
Branca X: Ronel, el mastí i Brisafrè, el cérvol. Renard, metge.
Branca XI: Renard, emperador.
Branca XII: Els vespres d'en Tibert.
Branca XIII: La pell de guineu. Renard pintat de negre.
Branca XIV: Renard i Tibert al celler del pagès. En Prim, el llop.
Branca XV: L'enze. Els dos frares.
Branca XVI: Bertu, el pagès. El bocí del lleó.
Branca XVII: La mort i el sepeli d'en Renard.
Branca XVIII: Isengrin i mossèn Martí.
Branca XIX: Raisant, l'euga.
Branca XX: Isengrin i els dos xais.
Branca XXI: L'os Pastós, el pagès i la seva dona.
Branca XXII: Les sements. L'associació d'Isengrin, Cantaclar, Bisafrè i Renard.
Branca XXIII: Renard mag. El casament del rei Noble.
Branca XXIV: El naixement dels fills de Renard.
Branca XXV: Renard i l'agró. El barquer.
Branca XXVI: L'enze juga a palet.

## Personatges
Entre parèntesis posem una traducció, sovint fonètica, altrament aproximativa, sempre propera.
Renart (Renard): guineu entremaliada, astuta, personatge principal d'aquests relats. Complex i polimorf, de tarannà vindicador dels embolics.Encarna la intel·ligència astuta lligada a l'art de la paraula, per això rep el sobrenom del “mestre dels murris”
Ysengrin (Isengrin): el llop, enemic etern d'en Renard i el seu titella.
Na Hersent (Hersent): la lloba, La seva dona, va ser “violada” per Renard, d'això Isengrin en tingué una rancúnia eterna.
Bruyant (Bramul): el brau.
Primaut (Primicer): identitat secreta d'Isengrin, es fa passar per l'oncle de Renard.
Noble (Noble): el lleó, rei dels animals.
Dame Fière (Dama Fera): la lleona, reina dels animals.
Beaucent (Indiferent): el senglar. És un terme heràldic dels templers d'un quarter blanc i un altre negre.
Espineux (Espinós): l'eriçó.
Belin (Ariet): el moltó.
Petitfouineur (Manefla): la mostela.
Baudoin o Bokart (Babau): l'ase, secretari del rei.
Brun o Bruno o Bruin (Bru): l'os. El nom li ve del color de la roba però també d'un nom tradicional germànic.
Chantecler (Cantaclar): el gall. Renard el raptà però aconseguir fugir-ne.
Chanteclin (Cantaclós): el pare gall de Cantaclar.
Couart (Covard): la llebre
Eme (Ema): el mico, marit de Dona Rucanava, la Mona.
Grimbert (Grimbert): El teixó, cosí i defensor d'en Renard.
Grymbart (Grimbarda): la guilla, germana d'en Renard.
Hermeline (Hermelina): la guilla i dona d'en Renard. Amb Hersent sovintegen les topades.
Tibert (Tibert): el gat. Cau sovint als paranys d'en Renard, però és un rival extremadament astut.
Tiécelin (Tisorí): el corb. Robà un formatge de la finestra d'una casa i Renard li volia prendre.
Cado (Regal): l'oca.
Blanche (Blanquet): l'ermini.
Brichemer (Brisafrè): el cérvol. Assenyat senescal de la cort.
Bernard (Bernat): l'ase.
Corbant (Corbant): el gaig.
Shaperbek (Gaigpelbec): la muller de Corbant.
Cupée (Capona): pollastre.
Courtois (Cortès): gosset.
Drouin, Droïn (Droguet): el pardal.
Hubert (Hubert): el milà.
Firapel (Firapel): el lleopard.
Jacquet (Jaquet): l'esquirol.
Dame Mésange (Senyora Cotxa): un tallarol, els fills de la qual tenen a Renard per padrí.
Musart (Musell): El camell, legat del papa.
Ordegale (Ordegal): el castor.
Pantecroet (Pantacruet): La llúdriga.
Percehaie (Perçaia), Malbranche (Malbranca), Renardel o Rovel (Renardel o Rovell): Fills de Renard i Hermelina.
Roonel o Roënel (Rossegall): el mastí.
Dame Rukenawe (Dona Rucanava): la mona, muller d'Ema, el mico.
Tardif (Trigós): el caragol.
Rohart (Roart): el corb.
Rousse (Rossa): La lloca.
Pinte (Pinta) i Copette (Cueta): dues polles.
Pelé (Pelat): La rata.

## Llegat
Es creu que la idea de fer del Robin Hood de Walt Disney una guineu vindria d'aquesta obra, profusament adaptada en versions infantils al llarg dels segles. Se n'han fet també adaptacions en forma d'obra de teatre i sèrie de dibuixos animats.
A més Ramon Llull es va inspirar en aquest llibre per a escriure el llibre de les besties.